# Austrolimnophila tsaratananae
Austrolimnophila tsaratananae är en tvåvingeart som beskrevs av Alexander 1955. Austrolimnophila tsaratananae ingår i släktet Austrolimnophila och familjen småharkrankar.
Artens utbredningsområde är Madagaskar. Inga underarter finns listade i Catalogue of Life.